# Templestowe Lower
Templestowe Lower är en del av en befolkad plats i Australien. Den ligger i kommunen Manningham och delstaten Victoria, omkring 14 kilometer öster om delstatshuvudstaden Melbourne. Antalet invånare är 13 152.
Runt Templestowe Lower är det mycket tätbefolkat, med 2 261 invånare per kvadratkilometer.. Närmaste större samhälle är Melbourne, omkring 14 kilometer väster om Templestowe Lower. 
Runt Templestowe Lower är det i huvudsak tätbebyggt. Genomsnittlig årsnederbörd är 1 244 millimeter. Den regnigaste månaden är juli, med i genomsnitt 140 mm nederbörd, och den torraste är januari, med 49 mm nederbörd.